# Clunes, New South Wales
Clunes är en ort i Australien. Den ligger i kommunen Lismore Municipality och delstaten New South Wales, i den sydöstra delen av landet, omkring 610 kilometer norr om delstatshuvudstaden Sydney. Antalet invånare är 911.
Närmaste större samhälle är Lismore, omkring 16 kilometer sydväst om Clunes.
I omgivningarna runt Clunes växer i huvudsak städsegrön lövskog. Runt Clunes är det ganska tätbefolkat, med 54 invånare per kvadratkilometer. Genomsnittlig årsnederbörd är 1 776 millimeter. Den regnigaste månaden är januari, med i genomsnitt 298 mm nederbörd, och den torraste är oktober, med 39 mm nederbörd.